# Altenburger Vierseithof

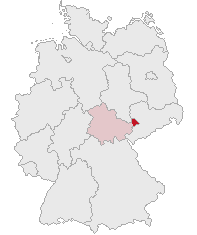
Altenburger Land in Deutschland

Der Altenburger Vierseithof ist eine Hofform im ostthüringischen Altenburger Land mit typischen Bauelementen wie beispielsweise Toreinfahrten, Laubengängen und Bohlenstuben mit Umgebinde. Wie bei anderen Vierseithöfen sind alle vier Seiten von Gebäuden umschlossen.

## Geschichte
Die meisten Orte des mit seinen dicken Lössböden sehr fruchtbaren Altenburger Landes um die namensgebende Residenzstadt Altenburg entstanden im Zeitraum von 1150 bis 1250. Zu dieser Zeit bestand das Altenburger Bauernhaus oft lediglich aus einem Gebäude, dem Wohnstallhaus. Es wurde in den Wohn-, den Wirtschafts- und den Viehhaltungsteil untergliedert. Die Weiterentwicklung aufgrund wirtschaftlichen Wachstums führte über den Haken- oder Zweiseithof zum Dreiseithof und schließlich vor ungefähr 500 Jahren zum typischen Vierseithof. Die in der Altenburger Lößlehmhügellandschaft häufig vorkommenden Baumaterialien waren Lehm, Stroh und Holz. Die Höfe waren allerdings landwirtschaftliche Zweckbauten und änderten ihre Gestalt somit oft. Die ältesten heute noch existierenden Objekte sind die Ständer- oder Geschossbauten die seit Mitte des 16. bis Mitte des 17. Jahrhunderts erbaut wurden, wie der älteste Ständerbau des Altenburger Landes in Gieba aus dem Jahre 1565.
Mit Bismarcks Versicherungen Ende des 19. Jahrhunderts kam es vermehrt zu Hofbränden, dabei steckten einige Bauern zumeist nur die drei Wirtschaftsgebäude in Brand und erhielten als Ersatz viel Geld zur Errichtung größerer Höfe. So kann man an vielen Gebäuden noch ein Erbauungsjahr um 1900 erkennen. Neben diesem Aspekt kam auch noch hinzu, dass viele Bauern in der Zeit der Industrialisierung zu Geld kamen und sich so stadtvillenähnliche Wohnhäuser errichteten oder aber Historimus- und Jugendstilelemente anbauten, die keinen regionalen Bezug mehr herstellen.

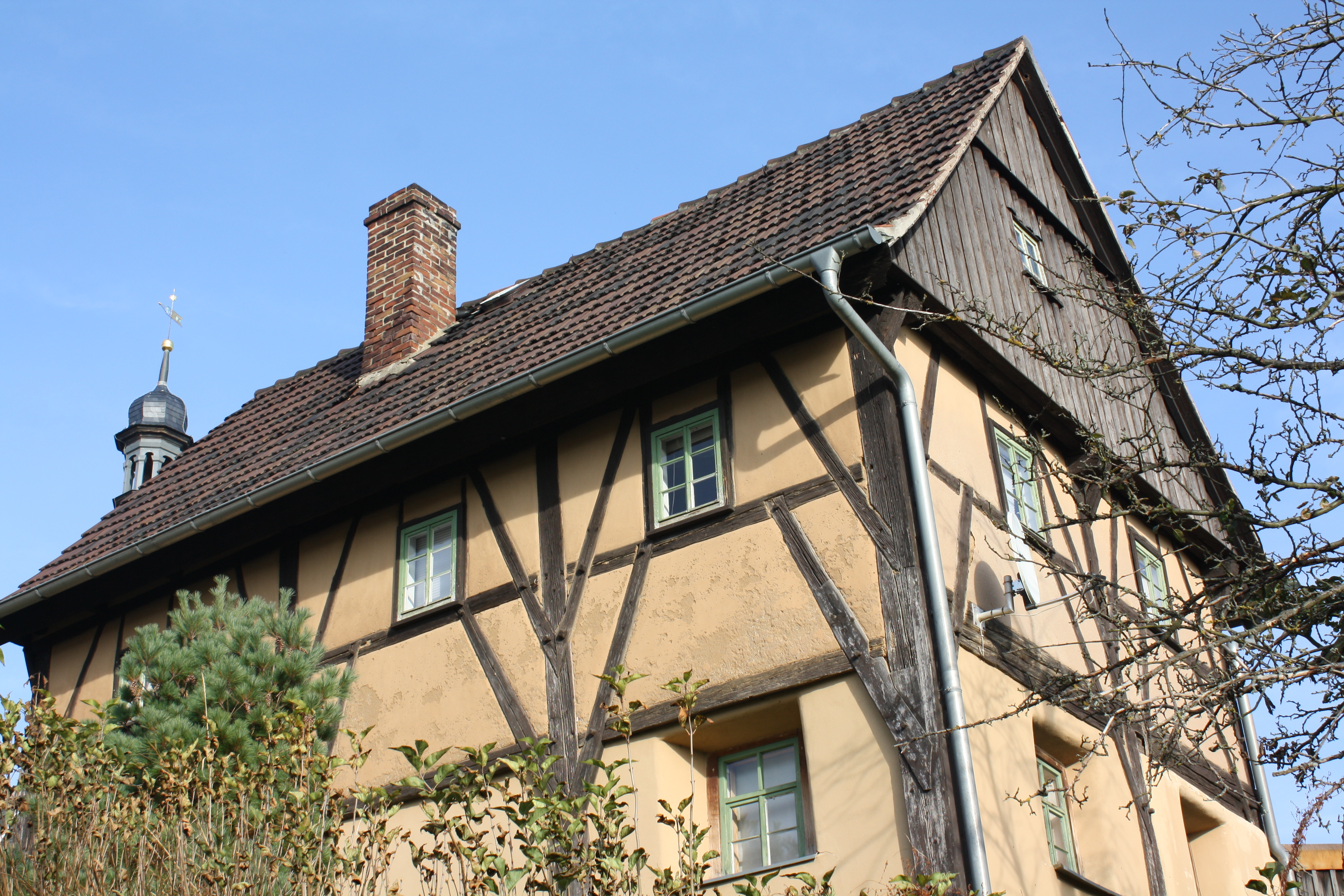
Ältester Ständerbau der Region von 1564 in Gieba
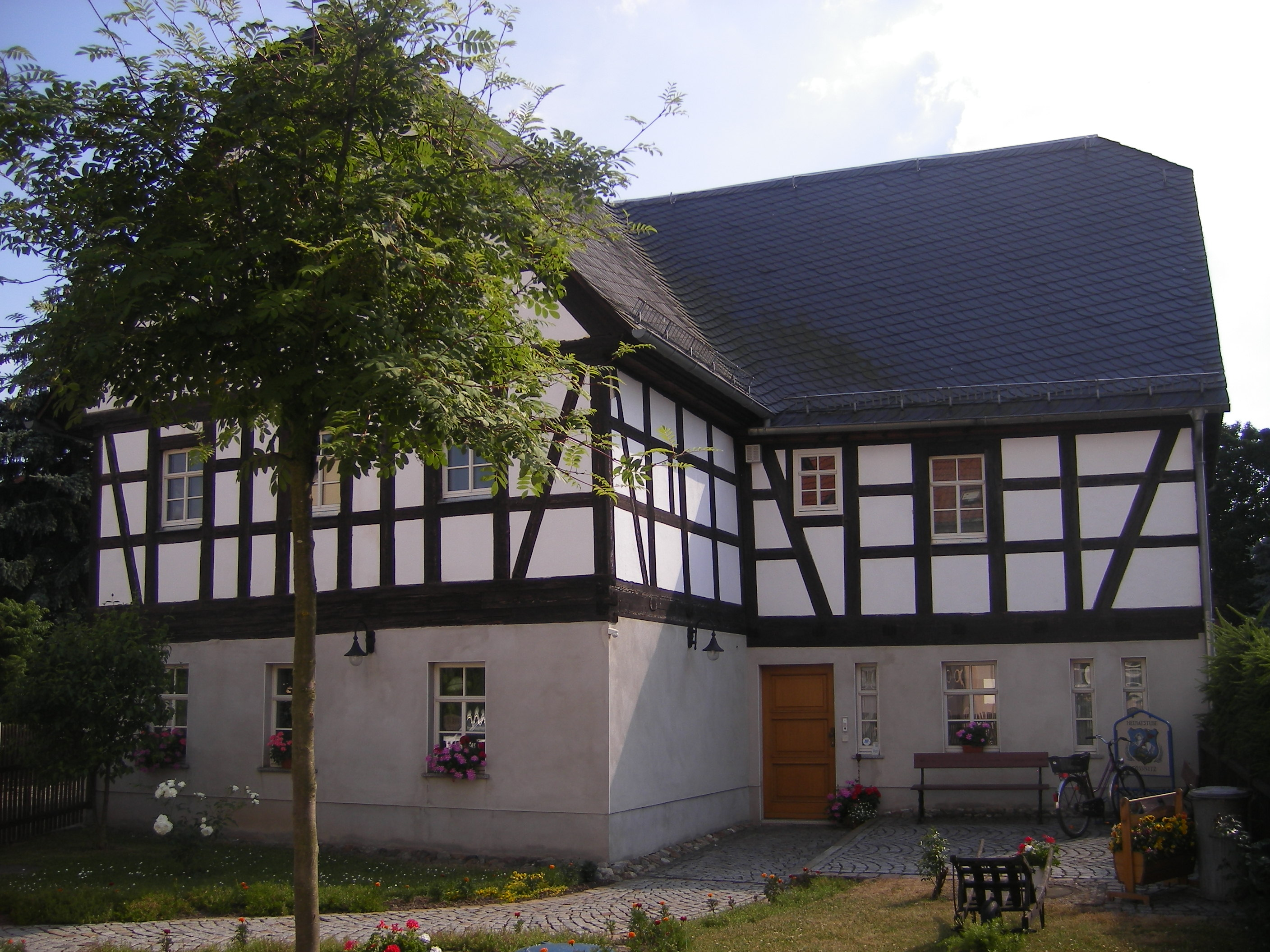
Typischer Winkelhof in Gößnitz
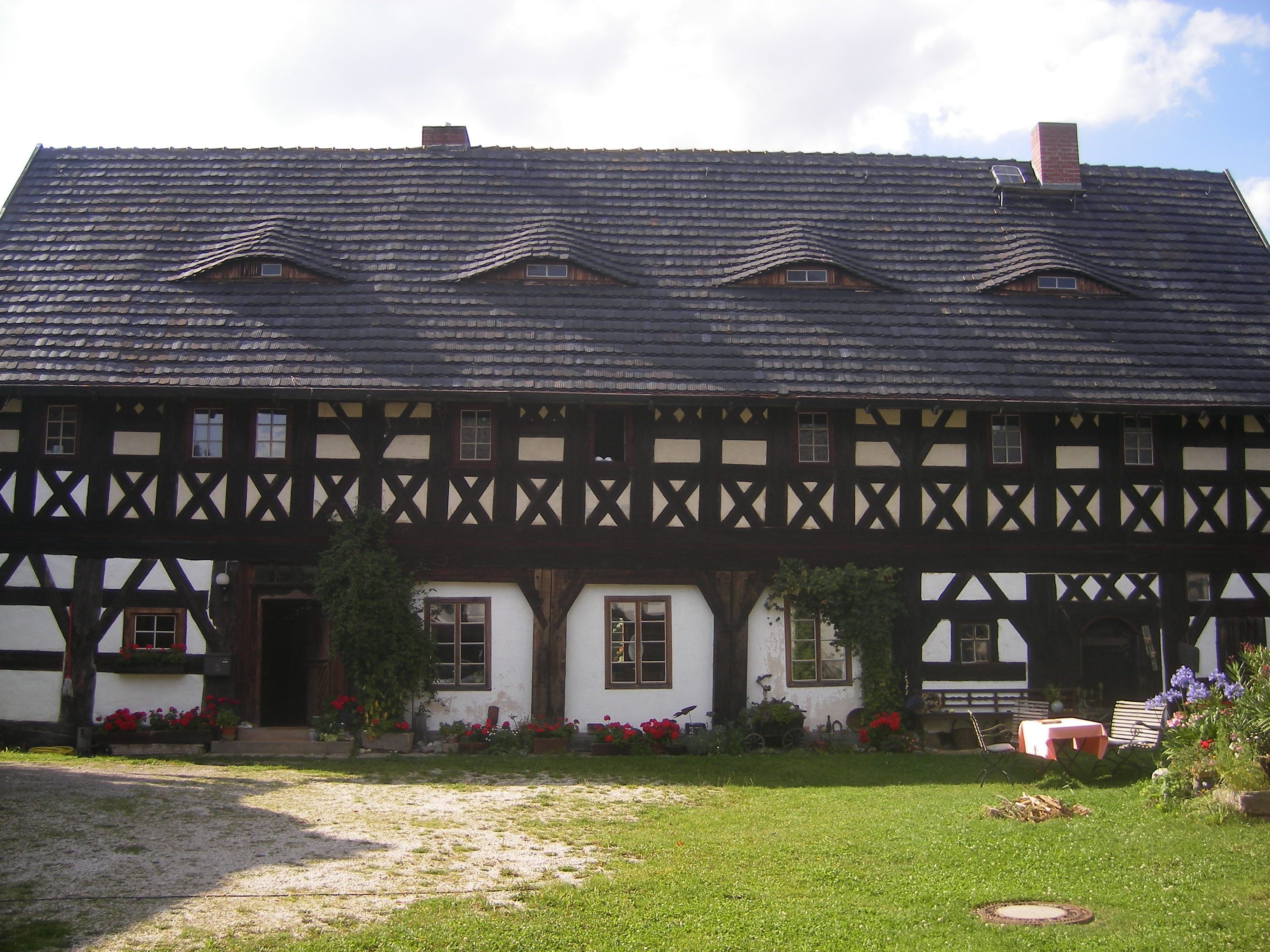
Umgebindehaus von 1574 in Jonaswalde
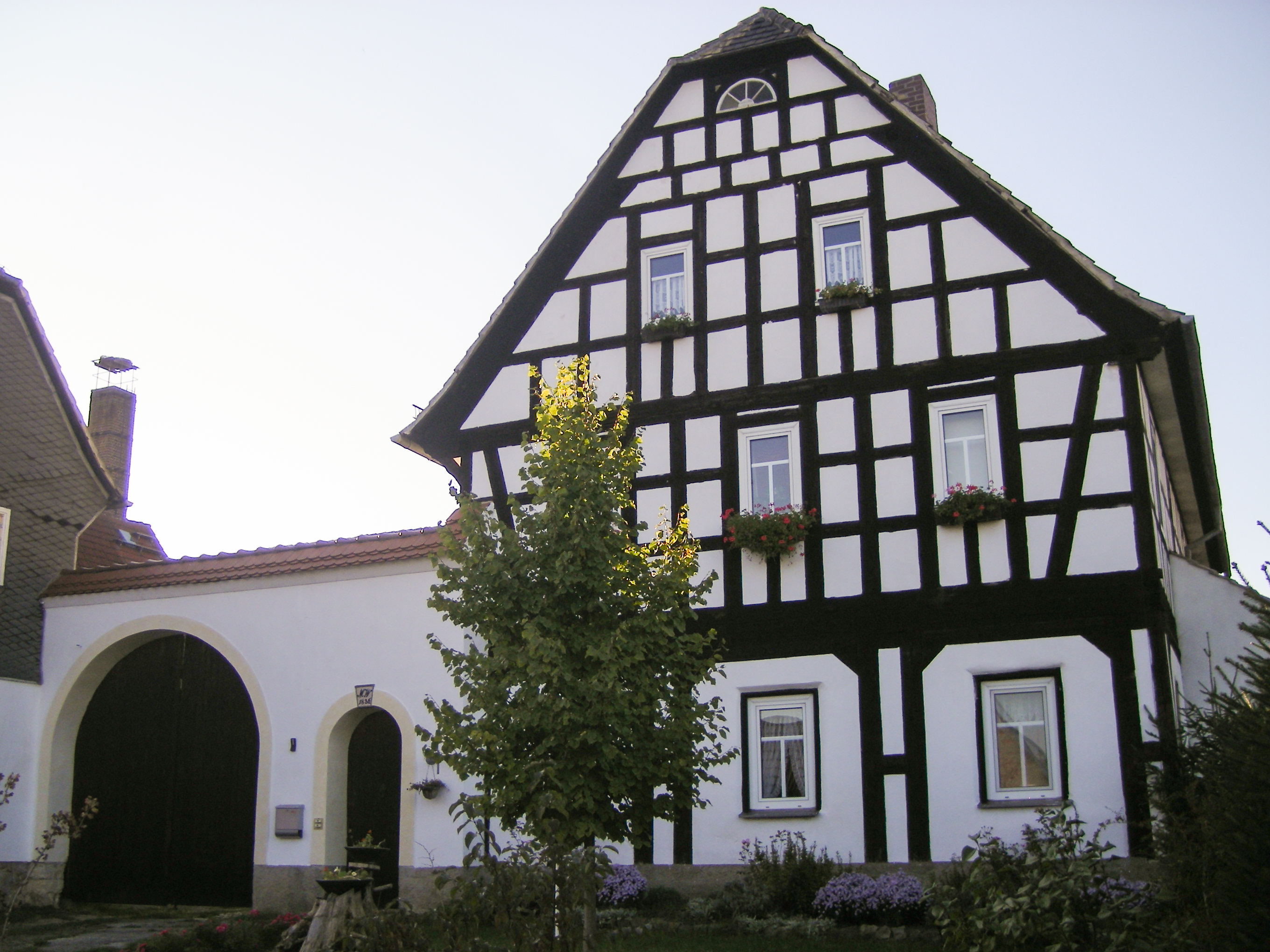
Schaugiebel mit Toreinfahrt in Rasephas
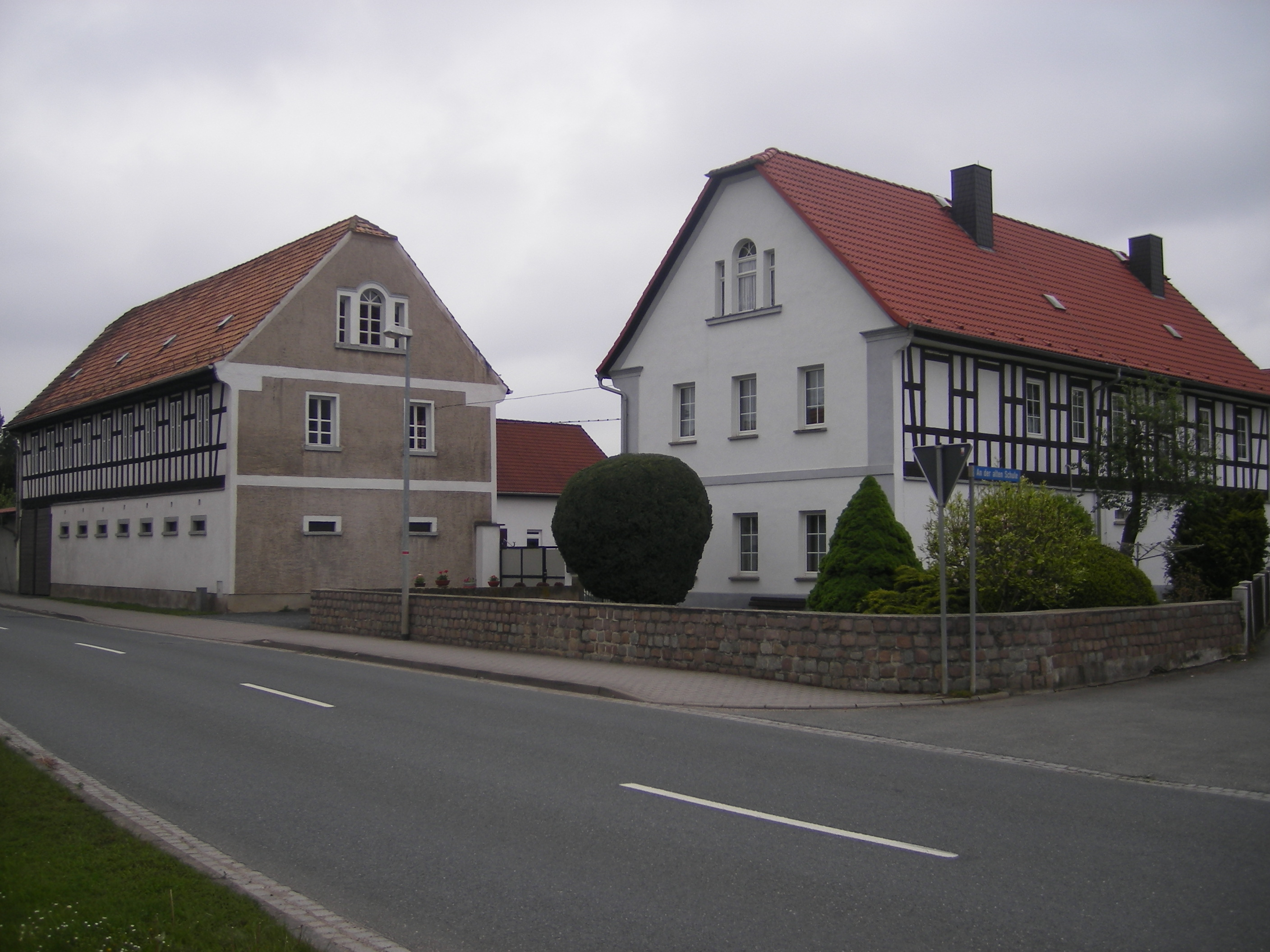
Hof mit massiven Giebeln (19. Jhd.) in Schloßig
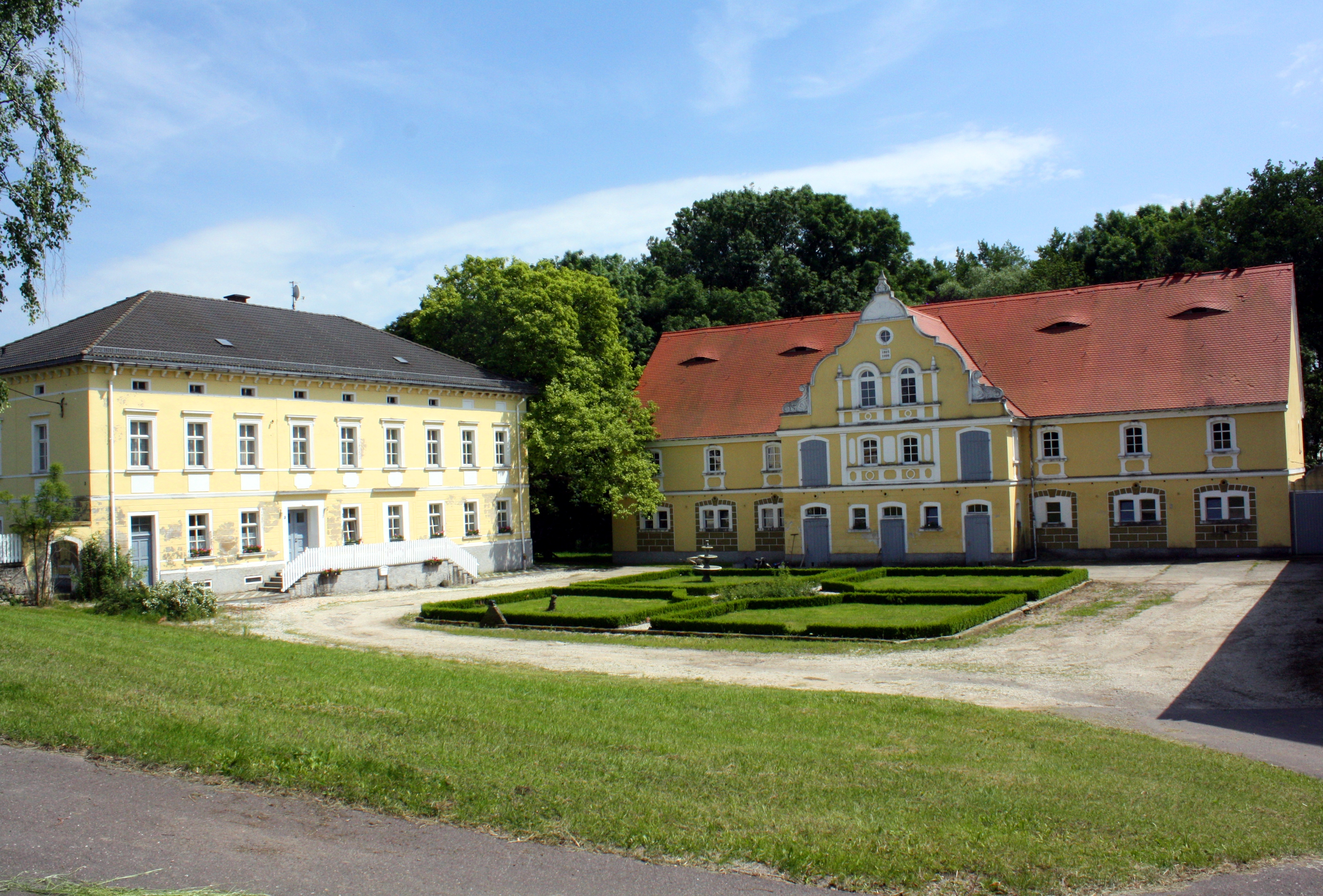
Stadtvillenähnlicher Hof in Göldschen

## Architektur

Fachwerkelemente

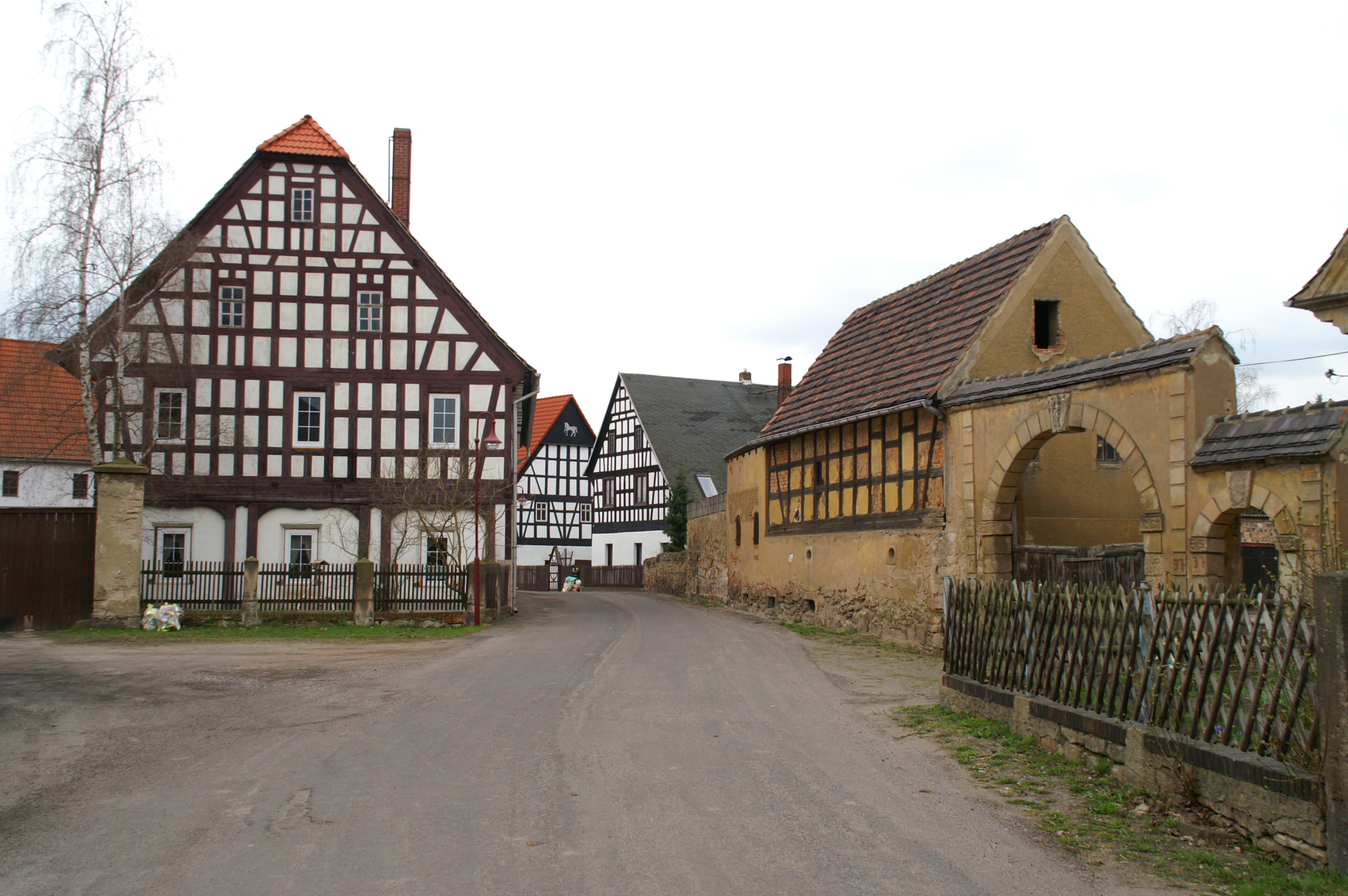
Serbitz: links: Umgebindehaus, Mitte: Schaugiebel, rechts:Toreinfahrt

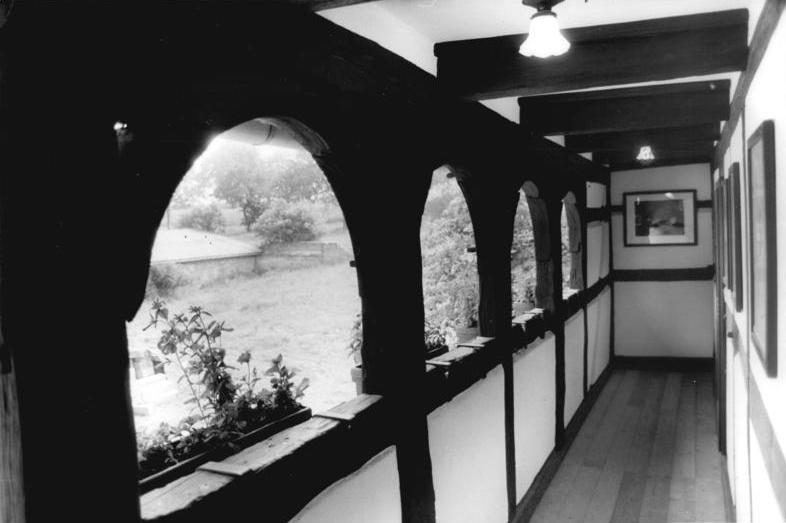
Laubengang im Pferdestall Göpfersdorf

Typischstes Merkmal der Bauernhäuser ist die Bohlenstube, die teilweise gut ein Drittel des Erdgeschosses einnimmt, besteht ähnlich einem Blockhaus aus Stämmen, die zumeist oben und unten abgeflacht sind, um besser aufeinander zu liegen. Die Decke dieser Stube wird durch verzierte Mittelbalken gehalten. Von außen zu erkennen ist die Stube durch das Umgebinde, welches das Fachwerkobergeschoss trägt. Das Joch zwischen den Ständern ist aus Brandschutzgründen oft mit Lehm verputzt, so, dass die Stämme nicht zu sehen sind. Heute ist auch häufig das Umgebinde verputzt, daraus resultiert, dass die Fenster nicht selten einen halben Meter in die Wand eingelassen sind.
Weiterer Teil des Wohnstallhauses waren die Ställe. Diese  erhielten ab Mitte des 18. Jahrhunderts massive Außenwände, zumeist aus Feld- oder Bruchstein. Ziegel wurden erst im 19. Jahrhundert häufiger.
Auf dem hauptsächlich massiven Erdgeschossteil und den Spannriegeln des Umgebindes liegt der Rähmbalken, auf dem die Deckenbalken und Balkenköpfe ruhen, deren Zwischenräume teilweise mit verzierten Füllhölzern ausgeschmückt werden. Darüber liegt die Saumschwelle, die die vertikalen Ständer und die schräglaufenden Streben trägt. Verbunden sind diese durch die horizontalliegenden Riegel. Im Schwellholz ist oft ein hauslanger Sinnspruch eingeschnitzt. Am oberen Ende befindet sich die Rähm, die die 70 bis 90 cm vorkragenden Dachbalken trägt. Die Ausfachung erfolgte durch geflochtene Weidenruten, verputzt mit einer Stroh- und Lehmmischung, darauf wurde ein dünner Kalkputz aufgetragen. Teilweise finden sich im Obergeschoss zahlreiche verschiedene Schmuckelemente.
Die restlichen Gebäude unterscheiden sich, wenn überhaupt, nur teilweise und auch nur dort, wo es erforderlich war.
Am Eingang vieler Höfe befinden sich Toreinfahrten oder gar Torhäuser, die oft mit dem Wohnhaus verbunden sind. Sie werden von Schrifttafeln oder Spruchplatten geziert oder aber einem Schlussstein aus Sandstein oder Porphyr. Auf diesen Plaketten sind meist die Initialen des Bauherren und die Jahreszahl zu erkennen, wie beispielsweise G T B H 1765, also Gottfried Taubert Bau Here 1765. Solche Kennzeichnungen finden sich auch über Eingängen zu den Wohnhäusern oder aber zu Bohlenstuben, dann allerdings aus Holz. Die Tore besitzen weiterhin einen kleinen Durchgang nur für Personen, an dem oft die sogenannte Heiste anschließt, einem aus Porphyr- oder Sandsteinplatten belegten Weg längs des Wohnhauses.
Des Weiteren findet sich vor dem Wohnhausgiebel, der zur Straße zeigt, der Bauerngarten, der oft heute noch reich bepflanzt ist und weniger dem Nutzen als mehr dem Vorzeigen gilt.
Ein weiteres typisches Erscheinungsbild der Vierseithöfe sind Laubengänge, die hauptsächlich zur Erschließung der anliegenden Räume dienen, hier besonders die Porstuben. Voraussetzung für einen solchen Laubengang, der hauptsächlich im 18. Jahrhundert entstand, ist ein Geschossbauwerk.

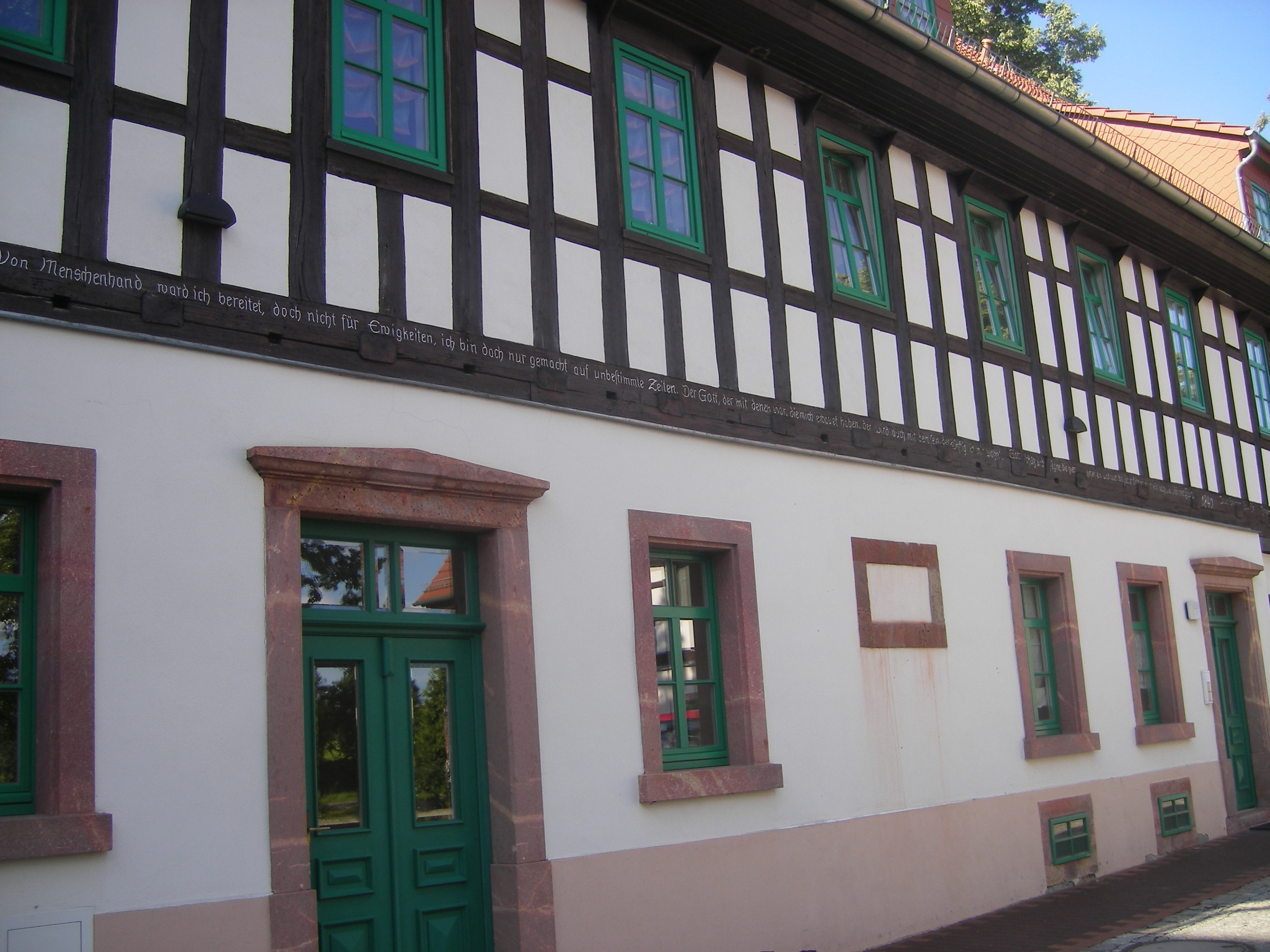
Sinnspruch im Schwellholz eines Göpfersdorfer Fachwerkhauses
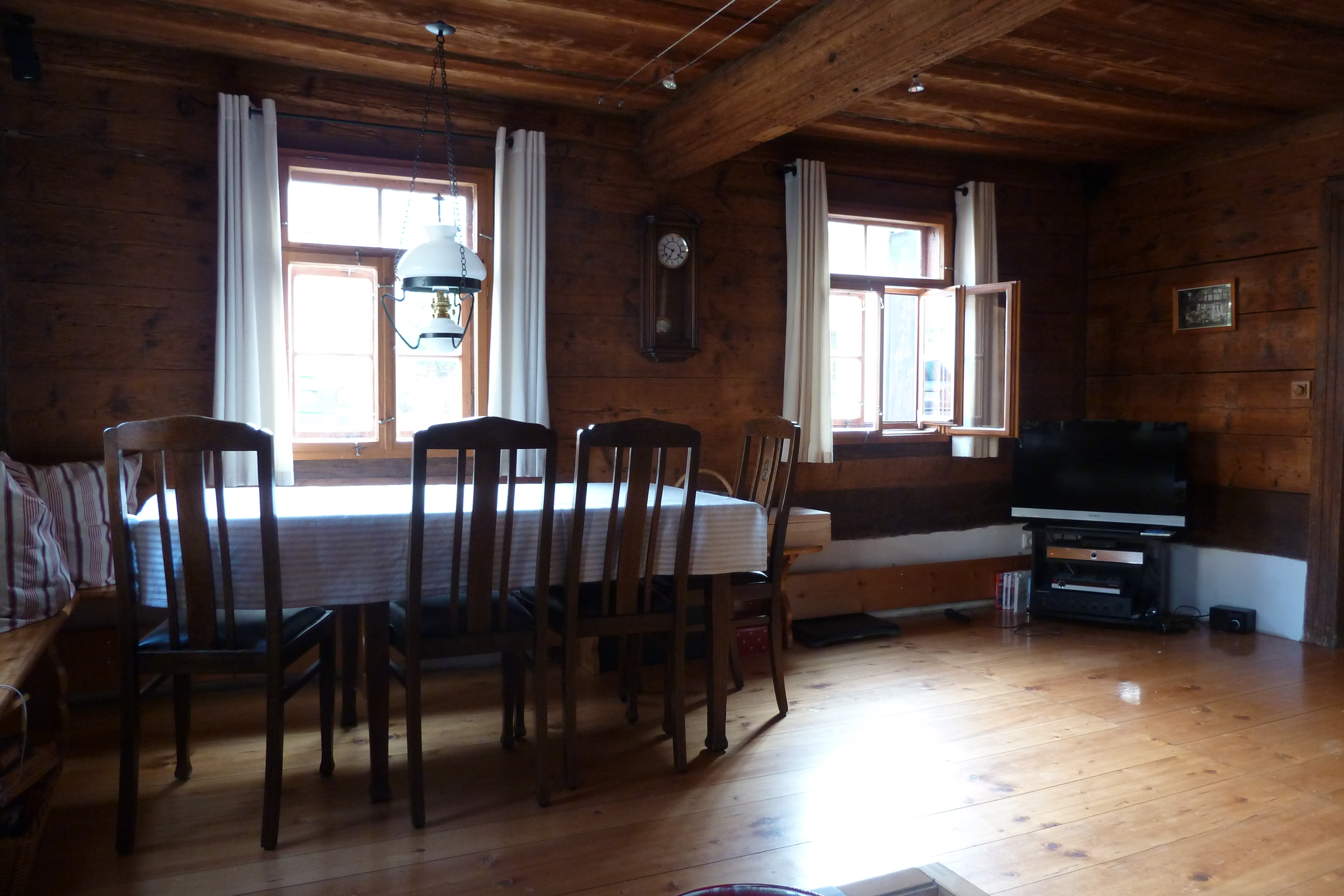
Bohlenstube eines Altenburger Bauernhauses in Windischleuba
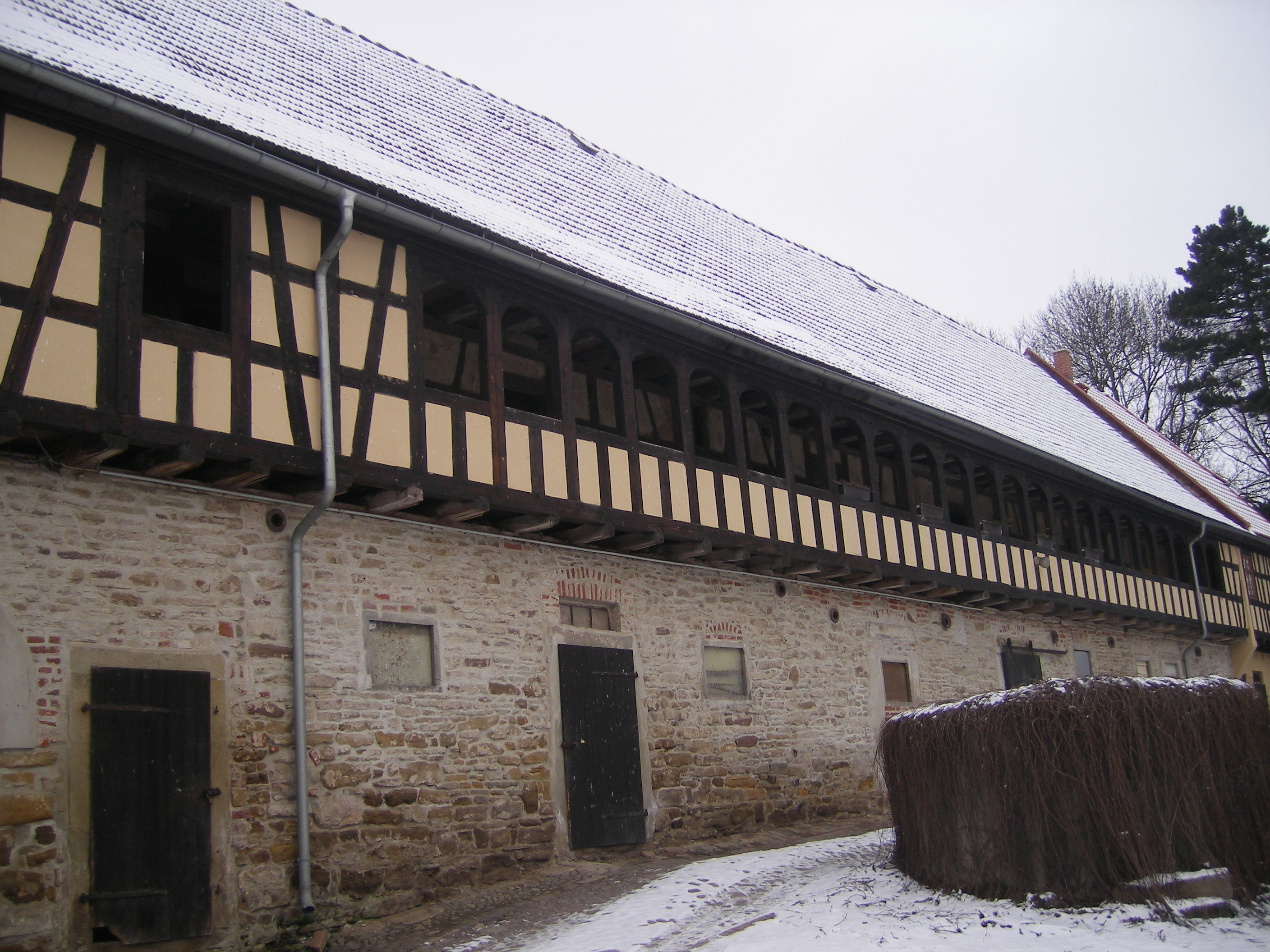
Längster Laubengang des Altenburger Landes in Schwanditz
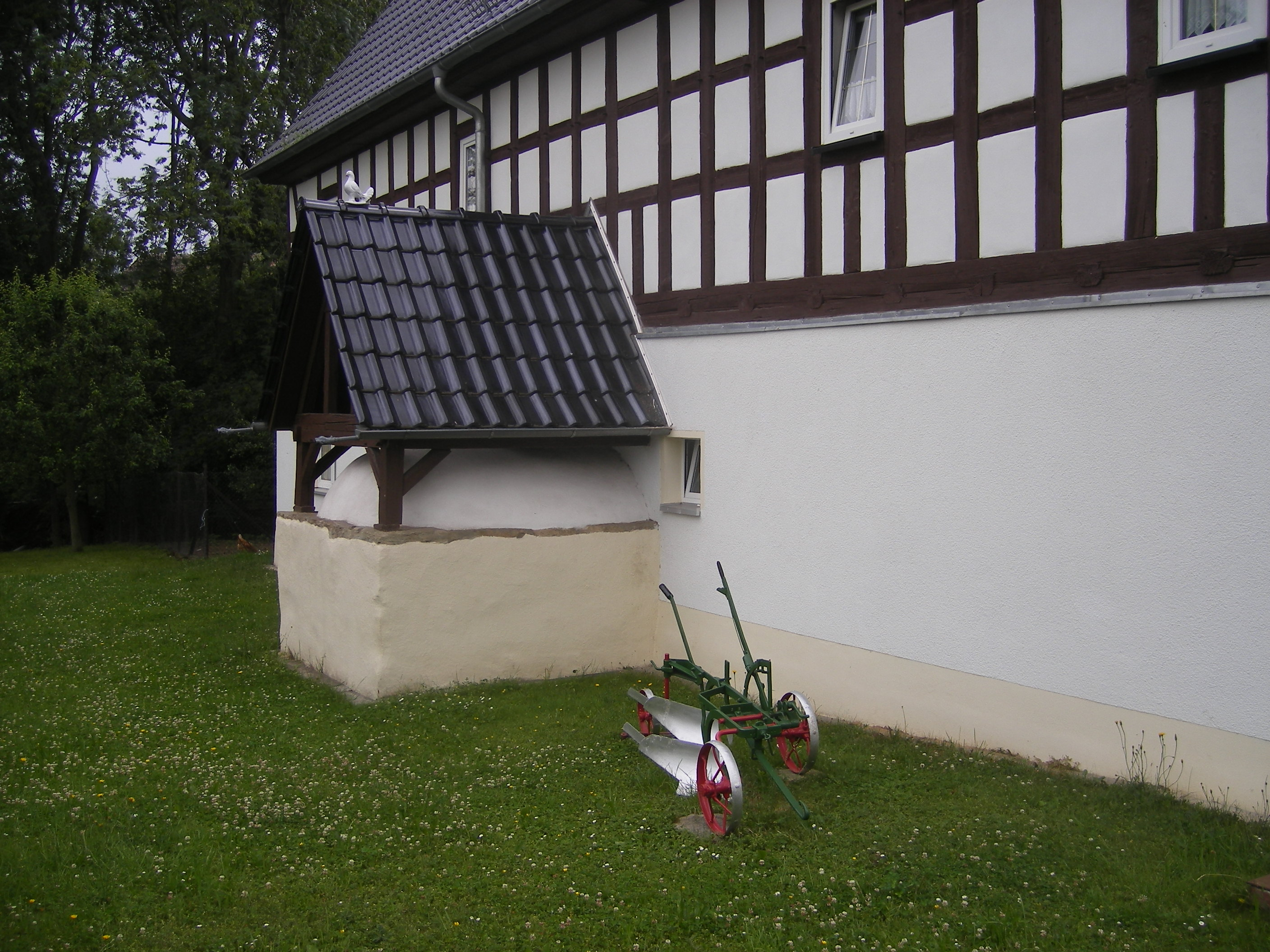
Typischer Backofenanbau an einem Wohnhaus in Beerwalde
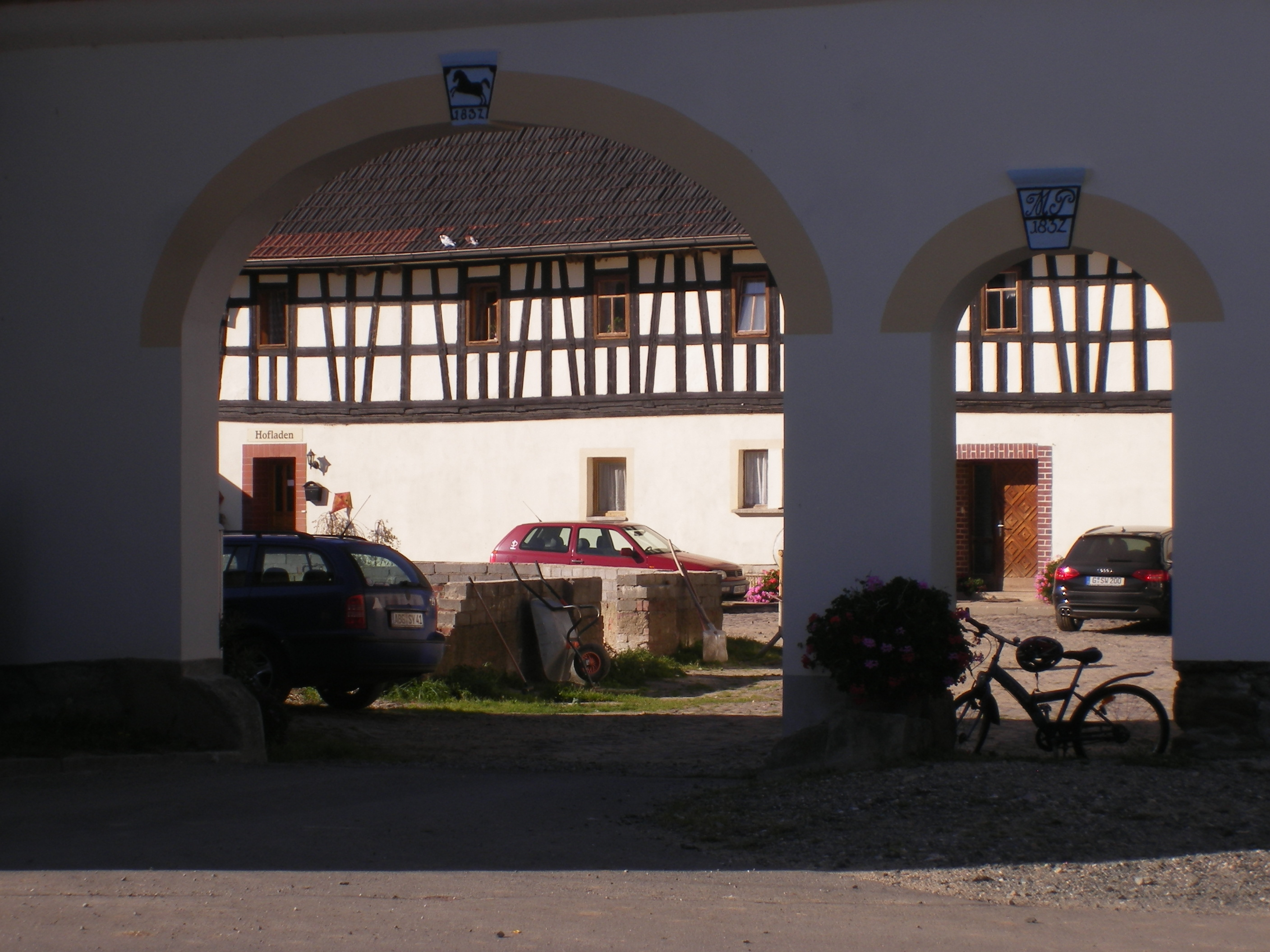
Hoftor in Göllnitz mit zwei Eingängen und Rosetten darüber von 1832

## Beispiele

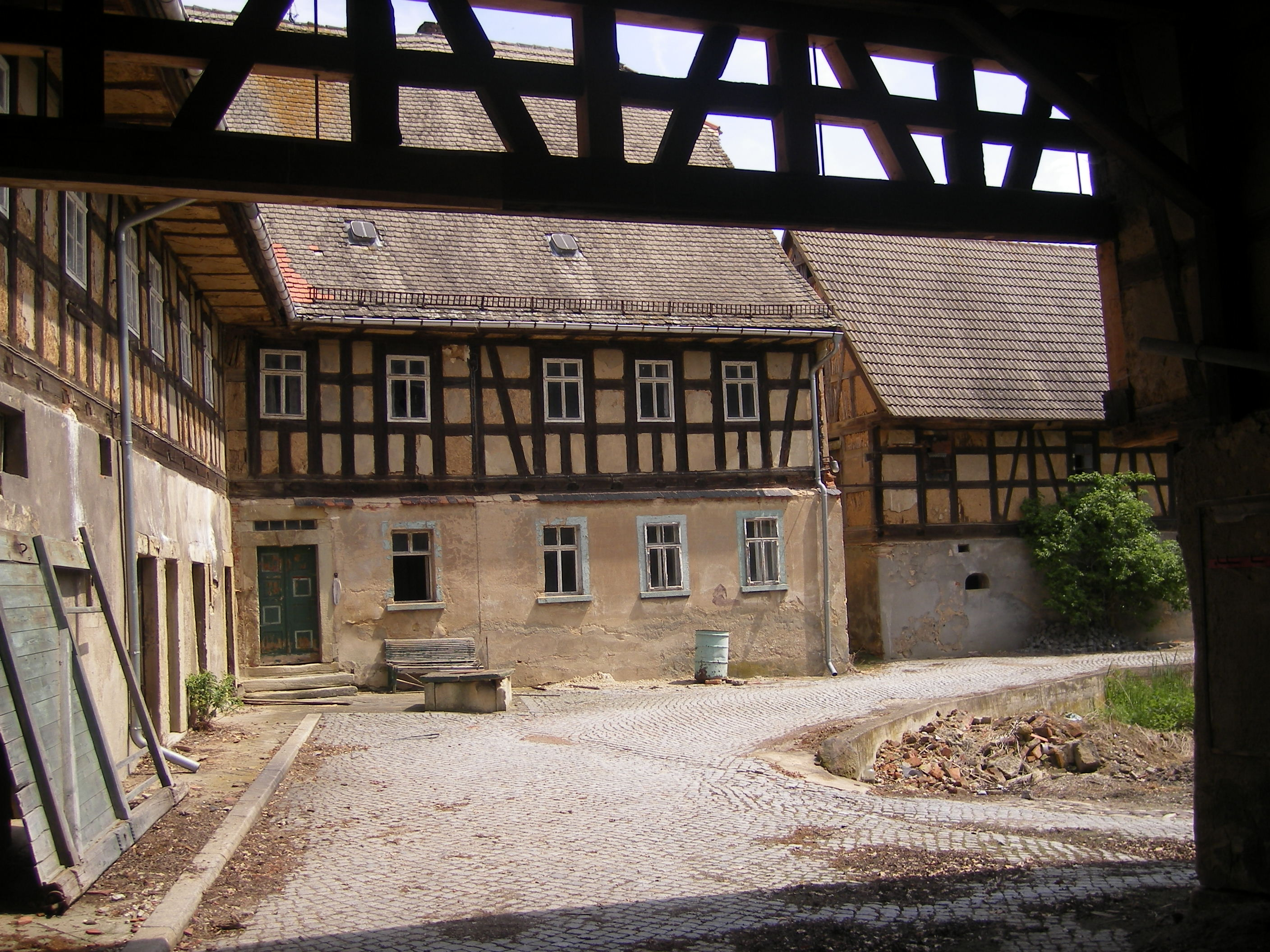
Hof Heitsch in Breesen

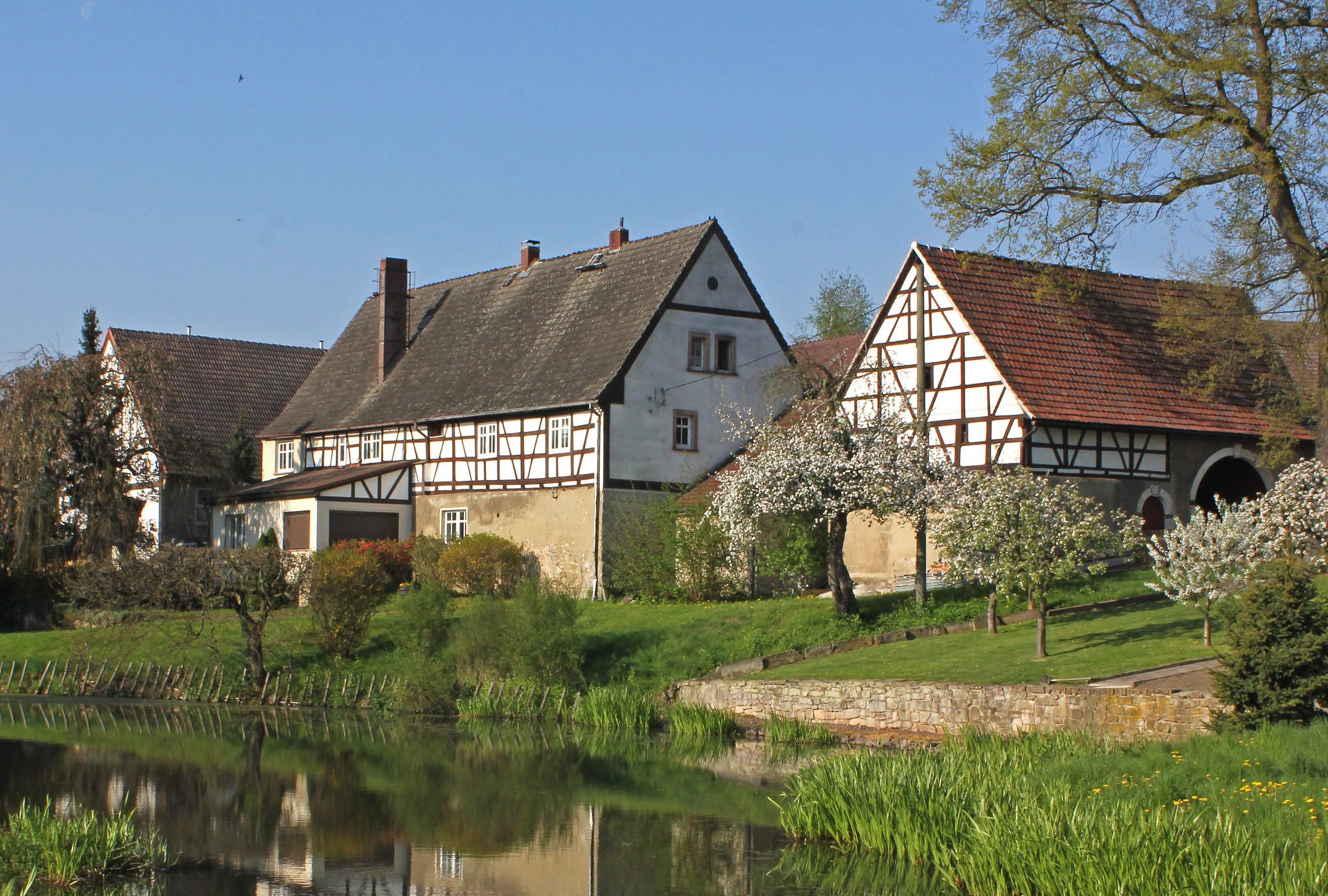
Vierseithof in Plottendorf

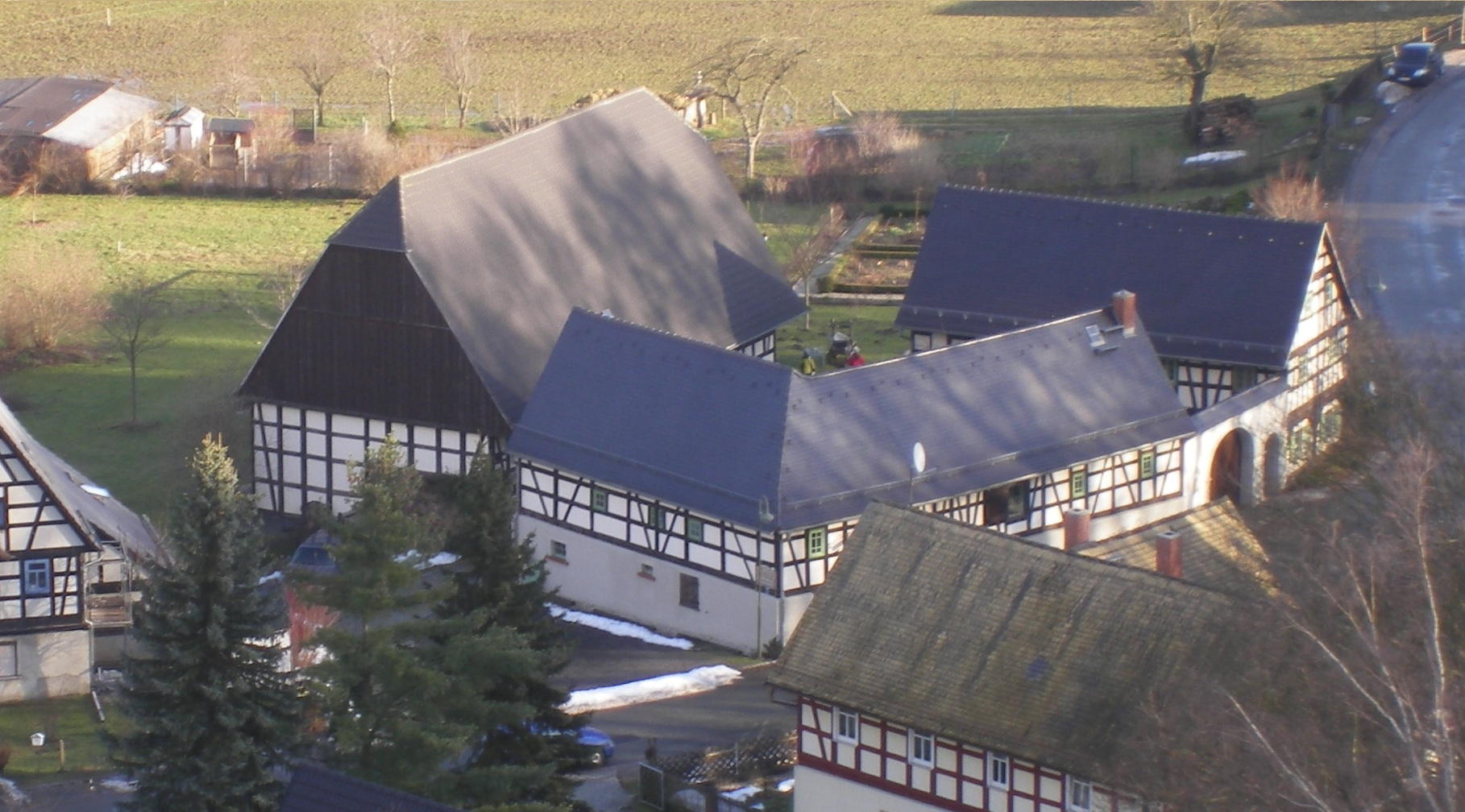
Auenhof in Posterstein

- Hof Heitsch in Breesen, typischster Altenburger Bauernhof
- Kröber Hof in Lehma, Hof aus dem Jahr 1686
- Hof Bachmann in Mohlis (Schmölln), Beispiel für Neubau einer Komplettanlage als Viertseithoif mit villenähnlichem Wohnhaus aus der Zeit um 1900
- Hof Pohle in Mohlis (Schmölln), Wohnhaus von 1828 mit massivem Sandsteingiebel und 2 Seitengebäuden
- Kulturgut Quellenhof in Garbisdorf, von Gemeinde und Heimatverein Göpfersdorf restaurierter Vierseithof, Kulturveranstaltungszentrum
- Auenhof in Posterstein, Kunst- und Kräuterhof
- Hof Erler in Plottendorf, ortstypischer Vierseithof mit Torhaus von 1743
- Hof Schramm in Jonaswalde, außergewöhnliches Umgebindehaus von 1574 mit mittig liegender Bohlenstube
- Hof Bauch in Ehrenhain, letzter Vierseithof im Ortskern von 1650
- Handfrongut in Selka, kompletter Fachwerkhof
- Hof mit Torhaus in Frohnsdorf, 1789 errichtet
- Gasthof Garbisdorf, bemerkenswerte Umgebindekonstruktion
- Hof in Göllnitz, Sandsteinreliefs über Türen
- Kressescher Hof in Dobraschütz, Wohnhaus von Zacharias Kresse
- Rittergutshof in Schwanditz, längster Laubengang im Altenburger Land
- Junghanssche Hof in Kürbitz, rundbogig gestaltete Haustürgewände
- Hof Kipping in Lehma, klassizistisch beschnitzte Umgebindeständer
- Vierseithof in Remsa, Laubengang mit Porstube von 1746
- Hof Nitzsche in Maltis, Wohnhaus in Ständer- und Stockwerkbauweise errichtet
- Hof Nitzsche in Taupadel, eine der längsten Scheunen im Altenburger Land
- ehemaliger Dorfgasthof in Flemmingen, Laubengangtorhaus aus dem Jahre 1745
- Gut in Wiesenmühle, Wohnstall von 1669
- Rittergutshof in Maltis, Laubengang und Porstube mit Bemalung um 1750